# Sądeckie Zakłady Przetwórstwa Owocowo-Warzywnego
Sądeckie Zakłady Przetwórstwa Owocowo-Warzywnego „SZPOW” – istniejące w okresie od początku lat 50. XX wieku do 1989 w Nowym Sączu przedsiębiorstwo państwowe specjalizujące się w przetwórstwie owoców i warzyw.

## Historia
Historia powstania zakładów sięga początku lat 50. XX w. przy ulicy Węgierskiej 78 w dzielnicy Dąbrówka w Nowym Sączu.  W okresie międzywojennym do 1944 istniała w tym miejscu fabryka soków i likierów. Okoliczni sadownicy dostarczali do SZPOW swoje produkty a zakład przerabiał je na marmolady, dżemy, soki owocowe i wina. W 1975 po reformie administracyjnej i utworzeniu województwa nowosądeckiego, zakład przekształcono w Podhalańskie Zakłady Przemysłu Owocowo-Warzywnego. Główną siedzibą nowego przedsiębiorstwa pozostał Nowy Sącz, a w jego skład weszły również zakłady w Tymbarku, Kalwarii czy Tarnowie. Zakład posiadał własne ujęcie wody pitnej oraz nowoczesną biologiczno-mechaniczną oczyszczalnię ścieków. Zakład zajmował powierzchnię 10 ha.
Przykładowe produkty:
- Wino owocowe „Janosik”
- Powidło śliwkowe (w 1978 zdobyły srebrny medal na Światowej Wystawie Artykułów Spożywczych w Genewie)
- Napój „Cytrusek”

W 1989 część majątku firmy przejęła spółka „Baritpol”. Była to spółka joint venture z udziałami: SZPOW – 71%, kapitał zagraniczny (Herbert Ritter z Austrii i Adam Bąk z USA) – 20% oraz 290 pracowników – 9%. Dyrektorem spółki został były dyrektor SZPOW Michał Woźniak. Przedmiotem działania firmy była produkcja przetworów z owoców, warzyw, grzybów, produkcja win i soków z wykorzystaniem własnej bazy surowcowej – ok. 3 tys. producentów. Część produkcji sprzedawano na rynkach zagranicznych. Dużą popularność w latach dziewięćdziesiątych odniósł witaminizowany napój „Nektar życia” oraz owoce w galarecie „Fantazja”. Spółka przestała istnieć w 1998 z przyczyn ekonomicznych: nie była w stanie spłacić zaciągniętych kredytów z niej uformowała się spółka „Expol ZPOW” która w 1997 pozostałą część majątku SZPOW (oraz „Baritpolu”) na drodze w drodze prywatyzacji bezpośredniej, wykupiła od Skarbu Państwa. Produkowała wciąż wina i soki w kartonach  oraz koncentraty i aromaty owocowe a także szeroką gamę aromatyzowanych win owocowych. Klienci byli bardziej sceptyczni narzekając na niską, ich zdaniem, jakość produktów. Po latach firma zaprzestała produkcji w Nowym Sączu. 31 grudnia 2012 zarząd Spółki Expol podjął decyzję o zaprzestaniu produkcji w zakresie przetwórstwa owocowego. Podstawą tej decyzji był fakt dużej energochłonności zakładu, co powodowało bardzo duże zużycie energii elektrycznej, energii cieplnej oraz bardzo wysokie koszty oczyszczania ścieków, ze względu na wielkość oczyszczalni i jej przestarzałą technologię. W 2013 roku zakończyło się wyburzanie części starych budynków przy ulicy Węgierskiej. W pozostałych budynkach działają firmy „Lamintex” – to spółka wyrosła z „Expolu” zajmująca się m.in. produkcją i dystrybucją blatów i parapetów oraz delikatesy „Rafa”. W 2019 część terenów o powierzchni 6 ha po byłych zakładach nabyła sieć handlowa sklepów budowlano-remontowych Castorama, która we wrześniu 2020 planuje otworzyć jeden ze swoich sklepów.

### Nazwa
- Sądeckie Zakłady Przetwórstwa Owocowo-Warzywnego (lata 50.–1975)
- Podhalańskie Zakłady Przemysłu Owocowo-Warzywnego (1975–1989)
- Baritpol (1989–1997)
- Expol ZPOW (1997-20??)